# 篠田仁太郎
篠田 仁太郎（しのだ じんたろう）は、日本の実業家、IT資産管理（ITAM）コンサルタント。株式会社クロスビート創業者・代表取締役、一般社団法人IT資産管理評価認定協会（SAMAC）副理事長。

## 概要
日本のIT資産管理（ITAM）およびソフトウェア資産管理（SAM）分野の第一人者の一人。IT資産管理に特化したコンサルティング企業の経営者として実務に携わる一方、業界団体や国際標準化機関の要職を歴任し、日本国内におけるIT資産管理の標準化と普及に貢献している。

## 来歴
- 1987年 - ダイヤモンドリース株式会社（現・三菱HCキャピタル株式会社）に入社[4]。
- 2000年1月 - 同社にて、IT資産管理のアウトソーシングサービス「DREAMS」を立ち上げる[5]。
- 2007年5月 - ITAM/SAMを専門とするコンサルティングファーム、株式会社クロスビートを設立し、代表取締役に就任[6]。
- 2010年12月 - 一般社団法人IT資産管理評価認定協会（SAMAC）の設立に参画[7]。
- 2023年 - 株式会社クロスビートが、総合ネットワークベンダーであるエイチ・シー・ネットワークス株式会社の傘下に入る[8]。
- 2024年 - エイチ・シー・ネットワークスがITAM関連のサービス提供を終了し、ツール（IT Asset コンシェル Console）提供のみに特化する方針を決定。これに伴い、専門家によるサービスは株式会社クロスビートが引き継ぐ形で継続することとなる。
- 2025年4月 - 上記の方針転換を受け、エイチ・シー・ネットワークスの立場としての活動を終了。以降はクロスビートおよびSAMACの活動に専念している。

## 主な活動

### 株式会社クロスビート
代表取締役および代表コンサルタントを務める。同社は、IT資産管理ツール「ADVANCE Manager」（現・IT Asset コンシェル Console）と、専門家による運用支援サービスを組み合わせた「IT Asset コンシェル」を主力事業としている。
これは、ツール単体での提供ではITAMの価値を最大化できないという篠田の理念に基づいている。2024年のエイチ・シー・ネットワークスの方針転換後も、ツールとサービスを一体で提供するという理念を堅持するため、サービス提供の事業主体をクロスビートが担っている。このモデルは、企業内担当者の異動などに左右されない、持続可能なIT資産管理体制の構築を目指すものである。

### 一般社団法人IT資産管理評価認定協会 (SAMAC)
設立時より参画し、副理事長を務める。SAMACは、IT資産管理に関する国際規格ISO/IEC 19770に準拠した管理手法の普及、評価基準の策定、および資格認定事業（CITAM、CLM等）を行う日本の主要な非営利団体である。

### 国際標準化機構 (ISO)
IT資産管理に関連する複数の国際標準化委員会に委員として参加している。
- ISO/IEC JTC 1/SC 7 - ソフトウェア資産管理（SAM）に関する国際規格「ISO/IEC 19770」シリーズを策定するワーキンググループの委員[17]。
- ISO/TC 251 - アセットマネジメント全般に関する委員会メンバー[18]。
- ISO/IEC JTC 1/SC 38 - クラウドコンピューティングに関する委員会メンバー[19]。

## 執筆活動
IT専門メディアにおいて、IT資産管理に関する解説記事を長期にわたり連載している。
- 『ソフトウェア資産管理を極める！』 - ビジネス+IT（2007年 - 2008年）[20]
- 『実践！ IT資産管理の秘訣』 - @IT（2013年）[21]